# Crisi di coscienza
Crisi di coscienza (Crisis of Conscience) è un'autobiografia di Raymond Franz, un ex membro del Corpo direttivo dei Testimoni di Geova, scritta nel 1983, tre anni dopo la sua espulsione dalla religione dei Testimoni di Geova. Il libro costituisce un'importante analisi ed esposizione dei meccanismi interni della Società Torre di Guardia durante gli anni '60 e '70. Il libro è stato riveduto ed aggiornato quattro volte, con l'ultima revisione datata al 2004 ed è stato tradotto in croato, ceco, danese, olandese, francese, tedesco, greco, italiano, giapponese, coreano, polacco, portoghese, romeno, russo, spagnolo e svedese.

## Descrizione
Franz è stato un Testimone di Geova per 43 anni, operando come predicatore a tempo pieno negli Stati Uniti e come missionario in Porto Rico e nella Repubblica Dominicana. Nel 1965 entrò a far parte dello staff nel quartier generale di Brooklyn, dove fu incaricato di aiutare a scrivere l'enciclopedia biblica Ausiliario per comprendere la Bibbia e dove, nel 1971, fu nominato membro del Corpo Direttivo. Nel 1980, Franz lasciò il Corpo Direttivo dopo che un'inchiesta di alto livello fu avviata per esaminare delle accuse secondo le quali diversi membri dello staff, Franz incluso, stavano diffondendo "insegnamenti errati". Franz si trasferì in Alabama dove intraprese la professione di contadino e fu espulso dalla religione nel novembre del 1981 per aver violato la regola di non comunicare con coloro che si sono formalmente disassociati dalla religione.
La sua espulsione fu riportata da Time nel febbraio 1982. Franz sostiene di aver ricevuto nei successivi due anni molteplici richieste di interviste sul funzionamento della Società Torre di Guardia, rifiutandole tutte. Tuttavia, nel 1983 Franz decise di interrompere il silenzio, dopo che diversi articoli della Torre di Guardia criticarono le ragioni, il carattere e la condotta di ex-Testimoni che coscienziosamente non si trovavano d'accordo con l'organizzazione. Un articolo descriveva i dissidenti essere "come ... Satana," "indipendenti, alla ricerca di errori," "ostinati," "oltraggiosi," "arroganti," "apostati" e "senza regole".
Franz sostiene che molti Testimoni di Geova che decidono di lasciare l'organizzazione perché non riescono ad "essere d'accordo con tutti i suoi insegnamenti e le sue norme" vengono disassociati, o formalmente espulsi, e successivamente ostracizzati perché "apostatati". Franz scrisse che sperava di incoraggiare i Testimoni a valutare con mente più aperta la posizione di coscienza intrapresa da questi disertori. Sperava che una discussione sulle decisioni ed i provvedimenti intrapresi dal Corpo Direttivo durante il suo mandato avrebbero illustrato questioni fondamentali e problemi seri all'interno dell'organizzazione: "Essi dimostrano gli estremi ai quali la 'lealtà ad un'organizzazione' può portare, come sia possibile che persone buone, con ottime intenzioni, possono essere spinte a prendere decisioni ingiuste ed agire in modo tutt'altro che buono, crudele addirittura."
Il libro fornisce una visione critica del direttivo della Società Torre di Guardia e di ciò che esso richiede dai membri, offre la prospettiva di Franz sulle aspettative deluse dei Testimoni di Geova che si aspettavano la venuta di Armaghedon nel 1975, ed espone il suo punto di vista su insegnamenti geovisti fondamentali sull'importanza del 1914 e la continua aspettativa di Armaghedon. Inoltre, il libro fornisce la versione di Franz degli eventi che hanno portato alla sua espulsione dalla religione. L'ex-Testimone James Penton, che incluse il libro nella bibliografia della sua storia del movimento pubblicata nel 1985, scrisse che questo libro è "straordinariamente informativo" e "meticolosamente documentato" e ha notato che è "scritto più in un tono triste, più che arrabbiato". Il sociologo inglese Andrew Holden descrisse il libro come uno dei più coinvolgenti lavori biografici sulla defezione dai Testimoni di Geova.